# Sverkerové
Sverkerové či Sverkerovci (Sverkerska ätten) byla švédská královská dynastie, jeden ze dvou rodů, které vládly Švédsku mezi lety 1130 a 1250. Prvním králem z rodu byl Sverker I. Dlouhodobými protivníky Sverkerovců z Östergötlandu v boji o trůn byli členové rodu Erikovců z Västergötlandu a Upplandu. Na trůně se během několik generací střídali zástupci obou rodů.
V roce 1222 ale s Janem I. rod v mužské linii vymřel. Erik XI. Švédský z rodu Erikovců se v 1243 či 1244 oženil s Kateřinou Sunesdotter, dcerou jarla Suneho Folkasona a Heleny, dcery krále Sverkera II. Její královský původ měl posílit Erikovy nároky na švédský trůn. Zdroje obvykle tvrdí, že Erik zemřel bez potomků, některé ale uvádějí, že měl dvě dcery, které zemřely v dětství. Erikovým nástupcem se tak stal jeho synovec Valdemar I. Švédský z rodu Folkungů.

## Králové z rodu Sverkerů
- Sverker I.
- Karel VII. Švédský
- Sverker II.
- Jan I. Sverkersson